# Хонделен
Хонделен (тув. Хонделен) — село в Барун-Хемчикского кожууне Республики Тыва. Административный центр и единственный населённый пункт Хонделенского сумона.

## География
Село находится у р. Хонделен. В несколько километров от села проходит административная граница с соседним Бай-Тайгинским районом.
Улицы
ул. Антон-Уержаа, ул. Зелёная, ул. Малчын, ул. Чургуй-оола.
К селу административно относятся местечки (населённые пункты без статуса поселения) м. Адыглыг-Сайыр, м. Ак-Даг, м. Ак-Ой, м. Алаш, м. Албык-Хая, м. Алдыы-Белдир-Хавак, 668047 м. Алдыы-Сайыр, м. Алдыы-Хову, м. Алдыы-Чоргал, м. Алдыы-Шыдаяк, м. Ангалык, м. Арга-Адаа, м. Бел-Орук, м. Белдир-Каът, м. Белдир-Хавак, м. Биче-Хонделен, м. Буурээ, м. Делег-Хол, м. Доора-Даг, м. Доора-Шат, м. ИР-Ой-Алдыы, м. Казанактыг-Ой, м. Казылганныг-Чарык, м. Кара-Дыт, м. Кара-Суг-Аксы, м. Кара-Тал, м. Кара-Тей, м. Кара-Хая, м. Кара-Шаараш, м. Картон, м. Каът-Хавак, м. Кодурер-Даш, м. Кок-Даш, м. Кудуктуг-Хову, м. Кургаг-Кара-Суг, м. Куу-Даг-Сайыр, м. Кызыл-Адаа, м. Кызыл-Аскыр, м. Кызыл-Тайга, м. Кызыл-Хая, м. Мунгаш-Адыр, м. Мунгаш-Кыйыг, м. Ногаан-Хол, м. Одектиг-Ой-Аксы, м. Онгулуг-Ой, м. Оорга, м. Орта-Хову, м. Оруктуг-Сайыр, м. Полевой Стан, м. Сайыр, м. Сайыр-Аксы, м. Суг-Бажы, м. Тайгылыг, м. Талдыг Кара-Суг, м. Талдыг-Адыр, м. Тарбаганныг-Ой, м. Тенниг-Кыйыг, м. Теректиг, м. Теректиг-Сайыр, м. Тулаан-Кара, м. Тура, м. Туруг-Баары, м. Тээй-Дозу, м. Ужар-Бажы, м. Ужар-Шады, м. Улуг-Ак, м. Улуг-Узук, м. Улуг-Хову, м. Улуг-Хонделен, м. Устуу-Белдир-Хавак, м. Устуу-Ир-Ой, м. Устуу-Хову, м. Устуу-Чоргал, м. Устуу-Шыдаяк, м. Хадынныг-Кара-Суг, м. Хову-Аксы, м. Холеге, м. Хонделен-Аксы, м. Хорумнуг Кара-Суг, м. Чайлаг-Хавак, м. Чангыс-Хадын, м. Чечектиг, м. Чинге-Сайыр, м. Чодураалыг-Ой, м. Чолалыг, м. Чолдак-Кара-Суг, м. Чолдак-Сайыр, м. Чыгаан-Сайыр-Аксы, м. Чыдыг, м. Шешкиш, м. Шол, м. Шынныг-Ой, м. Эдегей, м. Эзим-Адаа.
Географическое положение
Расстояние до:
районного центра Кызыл-Мажалык: 22 км.
областного центра: Кызыл 292 км.
Ближайшие населенные пункты
Аксы-Барлык (Алдын-Булак) 16 км, Барлык 20 км, Дон-Терек 21 км, Ак-Довурак 22 км, Кызыл-Мажалык 22 км, Арысканныг-Арыг 24 км, Кызыл-Даг 27 км, Тээли (Бай-Тайга) 27 км, Дон-Терезин 28 км, Бижиктиг-Хая 28 км

## Население
| 2002 | 2010 | 2011 | 2012 | 2013 | 2014 | 2015 |
| ---- | ---- | ---- | ---- | ---- | ---- | ---- |
| 272  | ↗559 | ↘558 | ↘556 | ↗569 | ↗580 | ↘575 |
| 2016 | 2017 | 2018 | 2019 | 2020 | 2021 |      |
| ↘566 | →566 | ↘564 | ↘549 | ↘546 | ↘465 |      |

## Известные жители
10 мая 1918 г. в селе Хонделен родился Чургуй-оол Намгаевич Хомушку (1918—1978) — тувинский и советский офицер, танкист, участник Великой Отечественной войны, Герой Советского Союза.

## Инфраструктура
МБОУ СОШ с. Хонделен, д/с «Оорушку», сельский клуб имени Кужугет Алдын-оола Кужугета.

## Транспорт
Автодорога местного значения.
За селом Хонделен течет бурная и стремительная река Алаш, через которую был переброшен мост, соединявший центр сумона с многочисленными чабанскими стоянками, расположенными по ту сторону полноводной реки. В 2014 году после наводнения животноводы сел Хонделен и Кара-Холь оказались полностью отрезанными и Правительство Тувы приняло решение о строительстве моста.